# Јован Станојевић
Јован Станојевић, протојереј-ставрофор, (Јакшић, 1882 - Логор Јадовно, Госпић, 1941) био је архијерејски заменик и члан Црквеног суда Епархија пакрачка у Пакрацу.

## Биографија
Рођен је 6. јануара 1882. године у Јакшићу. Осморазредну гимназију са испитом зрелости је завршио 1900. године у Славонској Пожеги, а богословију 1904. године у Сремским Карловцима. Рукоположен је одмах по завршеној богословији и постављен је за пароха у Великој Бршљеници, где остаје све до 1925. године. Са парохије је 1911. године апсолвирао на Правном факултету у Загребу. Од 1925. године служио је у Црквеном суду у Пакрацу у својству члана Цркевног суда, а касније је постао архијерејски заменик.
Ухапшен је 28. априла 1941. године у Пакрацу, од стране власти НДХ-а. Прво је затворен у пакрачки срески затвор, а потом је одведен у копривнички логор „Даница“. У Копривници је страховито мучен. Очевидац сведочи да је био модар од батињања и да се једва кретао. Из Копривнице је ноћу 1. августа 1941. године пребачен у госпићки казнени завод, а одатле, под јаком усташком стражом, на Велебит, где је убијен и бачен у јаму Јадовно.